# Кобзар Костянтин Захарович
Костянти́н Заха́рович Кобза́р (1921 — після 1998) — народний скрипаль з с. Мушні Рокитнівського району Рівненської обл.

## Життєпис
У ранньому дитинстві переїхав до с. Мушні. Освіти не мав, через те що за Польщі у Мушнях не було школи. Працював у колгоспі.
Спершу переймав мелодії від батька, теж скрипаля, згодом перевершив його у майстерності і почав грати по весіллях з старшими місцевими музикантами: кларнетистами «Пітьом» (Петром) Яценком 1910 р.н. з с. Будки Олевського р-н Житомирської обл., Архипом, скрипалями Станіславом, «Міхальом»(Михайлом), Савою Павлушенком. В останні роки життя постійно грав з сином Сави Павлушенка барабанщиком «Міхальом»(Михайлом) Павлушенком 1935 р.н. з с. Мушні.
За час практики грав на скрипках зроблених народними майстрами Петром Яценком, Іваном Миколайчуком, трофейній скрипці з Німеччини. Для записів грав на скрипці зробленій майстром Іваном Миколайчуком у 1978 р.

## Репертуар
Костянтин Захарович добре володів традиційною скрипковою манерою гри та чудово знав весільну й танцювальну музику. В його репертуарі були:
1. Козачки і гопаки («Очерет», «Гречаники», «Попід гайком», «Розкомаринський», «Яків», козачки без назв)
2. Польки («Субота», «Запуска», «Білоруська», «Тєрніца», «Мазурка», «Ой-ра», «Гоп-сясюся», «Шабасовка», багато польок перейнятих від інших місцевих музик)
3. Марші (за його словами більше 20, записано - 8)
4. Вальси («Баламут», «Дунайскіє волни», «Сінєнькій платочєк», вальси без назв)
5. Місцеві танці («Слонець», «Довбешка», «Гречка», «Лявоніха», «Троян»)
6. Напливові танці («Краков'як», «Нарєчєнька», «Сємьоновна», «Бариня», фокстрот, «Шейк», «Шир», «Карапет», «Яблочко»)
7. Обрядова музика («Чоботи», «Сто літ», награвання до короваю, до чарки, весільні пісні)
8. Награвання до пісень

Запис його гри здійснювали учасники багатьох фольклорних експедицій: А. Загайкевич, С. Охрімчук, М. Хай, І. Клименко, В. Ковальчук.

## Дискографія
- "Ой ти, полька «Рухля». Традиційна скрипкова музика Рівненського Полісся. Треки — 19, 31, 33, 35, 39, 46. 2010 р. В. Ковальчук, Етнокультурний центр «Веснянка» Рівненського ПДМ.
- «Традиційна інструментальна музика». Рівненське Полісся. Автентичне виконання. Треки — 2, 4, 12, 21, 33. 2011 р. В. Ковальчук, Етнокультурний центр «Веснянка» Рівненського ПДМ.
- «Рано-рано да зійду на гору». Традиційна музика Полісся. Ч. 2 Треки — 17, 19, 27, 31. над вип. працювали: фольклористи: Євген Єфремов [та ін.] ; польові звукозаписи Микола Семиног ; заг. муз. ред. Євген Єфремов. — 1997

## youtube.com /посилання
- https://youtu.be/4Jp1rYzoPPo
- https://youtu.be/fJt8rE8CtNw
- https://youtu.be/FImEWSxhJT8
- https://youtu.be/_C4OZyZLpsw
- https://youtu.be/aDXD8O1EwqE
- https://youtu.be/2qt1KG5WokU